# Eduardo Villagra (militar)
Eduardo Villagra (Gualeguaychú, 13 de octubre de 1789 - Gualeguaychú, 1865) fue un militar y hacendado argentino, que ejerció como jefe militar y civil de la villa de Gualeguaychú durante muchos años, participando en las guerras civiles, en su natal provincia de Entre Ríos.

## Biografía
Hijo de Socorro del León y de Lorenzo Villagra, paraguayo, residía en Buenos Aires en 1806, cuando se produjo la primera de las Invasiones Inglesas, contra las cuales combatió. De regreso a Entre Ríos, fue oficial y luego alcalde de la Santa Hermandad, es decir de la policía rural. Probablemente haya tenido actuación militar en la época de Francisco Ramírez, pero no en cargos de importancia.
En 1828, el gobernador Juan León Solas lo nombró comandante militar de Gualeguaychú, su ciudad natal, ubicada junto al río Uruguay; su proximidad con el Estado Oriental del Uruguay lo expuso repetidamente a las invasiones de los emigrados en ese país. Apoyó a Ricardo López Jordán (padre) y al joven Justo José de Urquiza en su revolución de 1830 contra Solas. Se mantuvo en el mismo cargo político-militar durante todo el gobierno de Pascual Echagüe y debió enfrentar un intento de invasión por parte del unitario Juan Lavalle unido a López Jordán.
En 1839, el general Lavalle desembarcó cerca de Gualeguaychú al frente de un ejército de 400 hombres, esperando que las ciudades del este entrerriano se pronunciaran a su favor. En lugar de eso, Villagra avanzó con una pequeña fuerza en busca del ejército invasor, que se vio obligado a retroceder hacia el norte, en busca de caballos. Cuando lograron reunir suficientes derrotaron al gobernador Echagüe en la batalla de Yeruá, pero lo sucedido con Villagra convenció a Lavalle de que sería mejor recibido en la provincia de Corrientes, adonde se dirigió.
En 1841, Villagra se casó con Tomasa Mosqueira, descendiente de los fundadores de Gualeguaychú, y trasladó su residencia a la histórica y enorme estancia "La Cruz".
La guerra civil continuó lejos de Gualeguaychú: Lavalle fue vencido y muerto en Jujuy, pero una invasión de tropas correntinas logró dominar parte de Entre Ríos, incluyendo la capital Paraná y las villas del sur y el este de la provincia, entre ellas Gualeguaychú, que fue ocupada en abril de 1842, con la muerte de varios vecinos, entre ellos el hermano del alcalde Villagra. Villagra evacuó su villa, reunió cientos de gauchos armados con lanzas, y rodeó a los correntinos y uruguayos, terminando por ocupar la villa el 10 de junio. Esa victoria fue elogiosamente mencionada en documentos públicos por el gobierno de Juan Manuel de Rosas, gobernante de hecho de casi toda la Argentina.

## El saqueo de Gualeguaychú
Tras la batalla de Arroyo Grande, los últimos enemigos de la Confederación fueron vencidos y expulsados hacia el Uruguay a fines de 1842.
Durante la Guerra Grande en el Uruguay, Gualeguaychú funcionó como uno de los centros de aprovisionamiento de las tropas argentinas y blancas que ocupaban todo el interior del país. Mientras tanto, en la capital Montevideo, la población local y los miles de inmigrantes extranjeros, además de las flotas de guerra y comerciales, resistían el intento de completar la conquista del país. Varias campañas lanzadas desde Montevideo intentaron romper el Sitio de Montevideo (1843-1851). Entre ellas, una campaña anfibia organizada por el corsario italiano Giuseppe Garibaldi, que zarpó con dieciocho buques desde la ciudad sitiada hacia el río Uruguay; su primer objetivo era Gualeguaychú.
Durante la madrugada del 20 de septiembre de 1845, las tropas de Garibaldi —en su mayoría italianos— desembarcaron en las costas de Gualeguaychú, saquearon un saladero y ocuparon la villa; el comandante Villagra fue tomado prisionero mientras dormía, y conducido a bordo de los buques enemigos para ser fusilado junto con un capitán de apellido Benítez. Los vecinos dejaron de lado su resistencia para pedir por la vida de los prisioneros; de modo que, mientras sus hombres saqueaban la villa, Villagra fue puesto en libertad. Huyó al campo, y pocas horas más tarde regresó al frente de una partida de gauchos armados, causando la huida de los invasores con su botín. Por lo demás, Villagra también alcanzó a avisar a la vecina Concepción del Uruguay, que se preparó adecuadamente para la defensa: todo lo que logró la campaña de Garibaldi fue algunos enemigos muertos y el saqueo de una única villa.
Pese a su actuación, el gobernador Urquiza decidió sustituirlo por otro jefe político-militar. El comandante Villagra se retiró a la vida privada, y mandó construir una casona en el centro de la actual ciudad de Gualeguaychú. Allí falleció en 1865.